# Ligeophila juruenensis
Ligeophila juruenensis är en orkidéart som först beskrevs av Frederico Carlos Hoehne, och fick sitt nu gällande namn av Leslie Andrew Garay. Ligeophila juruenensis ingår i släktet Ligeophila och familjen orkidéer. Inga underarter finns listade i Catalogue of Life.